# Bartłomiej Fidler
Bartłomiej Fidler (ur. 12 sierpnia 1865 w Besku, zm. 3 kwietnia 1920 tamże) – działacz chłopski, poseł do Rady Państwa.

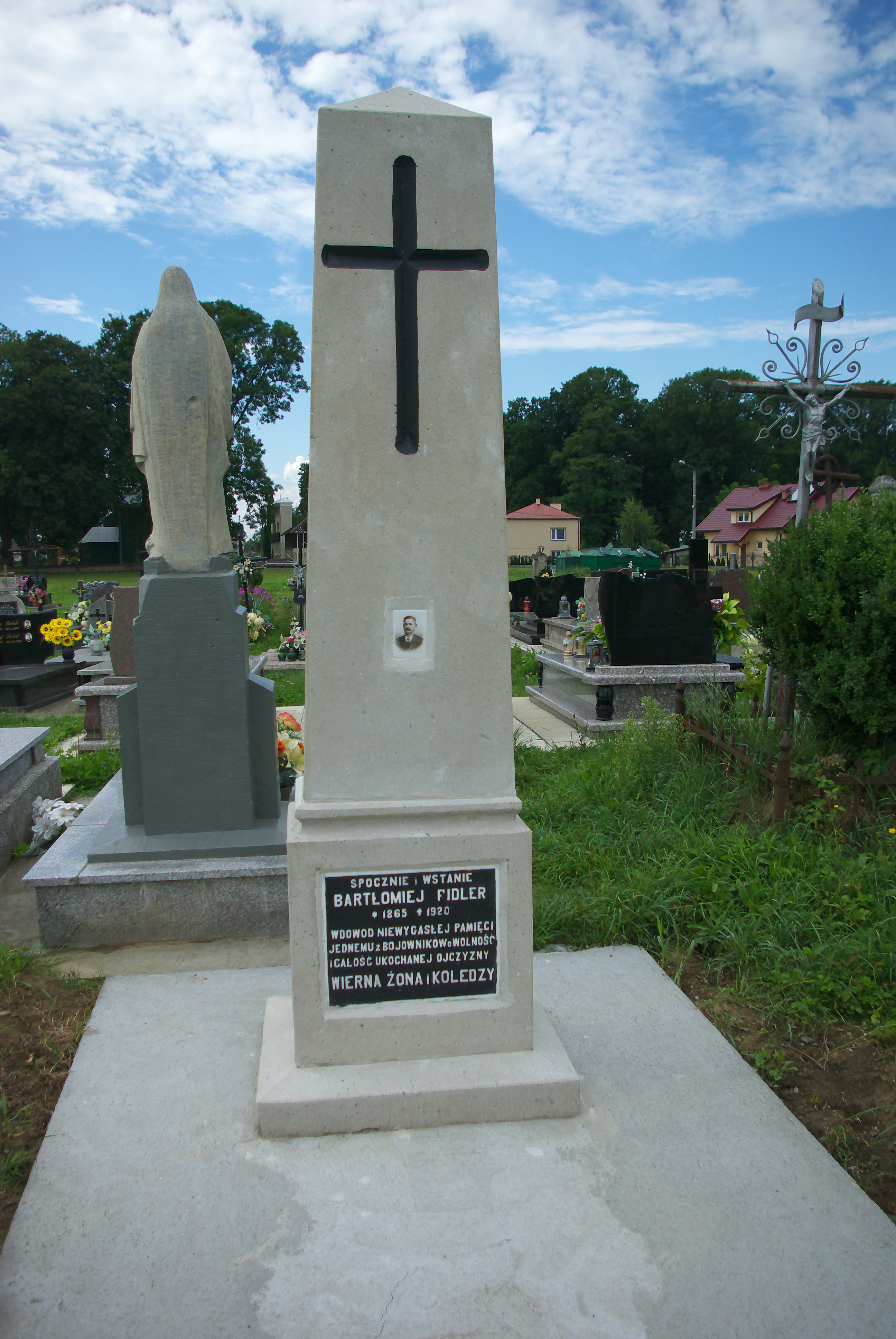
Nagrobek Bartłomieja Fidlera na cmentarzu w Besku

## Życiorys
Jako włościanin z Beska został działaczem Stronnictwa Ludowego. Był wójtem Beska. Kandydując z ramienia narodowych-demokratów w maju 1907 został wybrany z kurii wiejskiej w okręgu Sanok-Rymanów-Lisko na posła do austriackiej Rady Państwa w Wiedniu XI kadencji (1907-1911); jego ewentualnym zastępcą był Adam Pytel. W 1911 kandydował jako polityk Stronnictwa Narodowo-Demokratycznego. Pełniąc urząd naczelnika gminy w Besku został przysięgłym głównym przy C. K. Sądzie Obwodowym w Sanoku na rok 1913. Od 1903 był członkiem Rady c. k. powiatu sanockiego, wybrany z grupy gmin wiejskich, pełnił funkcję członka wydziału powiatowego, ponownie wybrany w 1907 nadal pełnił tę funkcję, w kolejnych wyborach do Rady w 1912 został wybrany ponownie z grupy gmin wiejskich, został członkiem wydziału.
Został pochowany na cmentarzu w Besku.